# Goodbye to Gravity
Goodbye to Gravity byla metalcorová kapela z Bukurešti, která byla založena v roce 2011. Kapela vznikla spojením několika členů skupiny Thunderstorm a vítěze pěvecké soutěže Megastar z roku 2008. Jejími členy byli: Andrei Găluț (zpěv), Alex Pascu (basa), Bogdan Lavinius Enache (bicí), Mihai Alexandru (kytara) a Vlad Țelea (kytara). Jejich debutové album s názvem Goodbye to Gravity bylo vydáno v roce 2012. Toto album bylo v Rumunsku oceněno jako „Nejlepší album roku 2012“. Kapela samotná pak získala ocenění coby „Největší objev roku 2012“. Ve stejném roce skupina vystoupila např. na Summer Breeze Open Air v Německu. V následujících letech skupina vystupovala převážně v Rumunsku.
V roce 2015 vydala kapela své druhé album pod názvem Mantras of War. Křest alba měl proběhnout 30. října 2015 v bukurešťském klubu Colectiv. Po několika prvních odehraných písních se od použité pyrotechniky vznítila zvuková izolce na jednom z nosných sloupů. Zpěvák ještě stačil požádat o hasicí přístroj, ale oheň se rozšířil během necelých 30 sekund po celém stropě. V důsledku požáru zemřelo na místě a v následujících týdnech a měsících 64 lidí. Dalších 163 bylo vážně zraněno. Téměř o dva roky později počet obětí stoupl na 65. Obviněni byli spolumajitelé klubu, úředníci, kteří klubu vydali povolení, i firma provozující pyrotechniku.
Kytaristé Vlad Țelea a Mihai Alexandru zahynuli na místě. Bubeník Bogdan Enache svým zranění podlehl 8. listopadu 2015, stejně jako basista a lídr kapely Alex Pascu, který zemřel 11. listopadu 2015. Zpěvák Andrei Găluț byl hospitalizován s vážnými popáleninami na 45% těla. Je jediným členem kapely, který požár nakonec přežil.
V roce 2016 vyšlo album Back To Life - Tribute To Godbye To Gravity, které obsahuje songy kapely GTG v podání řady rumunských i zahraničních kapel. Je věnováno památce zesnulých muzikantů i fanoušků. Výtěžek z jeho prodeje, stejně jako výtěžek z prodeje alba Mantras Of War je věnován rodinám členů GTG a zraněným.

## Diskografie
- Goodbye to Gravity (2012)
- Mantras of War (2015)

## Obsazení
- Mihai Alexandru – kytara
- Bogdan Enache – bicí
- Andrei Găluț – zpěv
- Alex Pascu – baskytara
- Vlad Țelea – kytara